# Remains: Book II
Remains: Book II è il settimo album del rapper statunitense Brotha Lynch Hung, pubblicato nel 2002 sia come CD sia come audiocassetta.

## Tracce
1. Blocc Monster
2. Murder In My Blood
3. 187 On 24th Street
4. Remember What I Told You
5. 4U Momma
6. Lose A Hoe Reprise
7. Hoes & Scheems
8. Dirty Poems
9. That's Why They Die
10. Smoker's Club
11. I Said So
12. The Siccness
13. Do What You Wanna
14. Who's The Shit!